# Sclerochloa woronowii
Sclerochloa woronowii är en gräsart som först beskrevs av Eduard Hackel, och fick sitt nu gällande namn av Nikolai Nikolaievich Tzvelev. Sclerochloa woronowii ingår i släktet hårdgröen, och familjen gräs. Inga underarter finns listade i Catalogue of Life.